# Konvers Avia
Konvers Avia (russisch Конверс Авиа, international häufig auch als Convers Avia bezeichnet) ist eine russische Charterfluggesellschaft mit Sitz in Moskau und operativer Basis auf dem Flughafen Smejowo in Twer.

## Geschichte
Konvers Avia wurde 1995 gegründet und erhielt im selben Jahr ihr Betreiberzeugnis. Gleichzeitig erfolgte die Aufnahme des Flugbetriebs mit vier Hubschraubern des Typs Mil Mi-2.
Die Gesellschaft ist primär in Russland tätig. Dort werden die Hubschrauber beispielsweise von russischen Energieversorgungsunternehmen, Reiseveranstaltern, Transportunternehmen oder der Bezirksverwaltung gebucht.
Außerdem werden die Helikopter auch in der Arktis, in Norwegen, in Afghanistan, im Nahen Osten und in Afrika eingesetzt.

## Flotte
Mit Stand März 2018 besteht die Flotte der Konvers Avia aus 30 Hubschraubern der Typen:
- Mil Mi-8
- Mil Mi-2
- Robinson R44